# Neuvy-en-Sullias
Neuvy-en-Sullias – miejscowość i gmina we Francji, w Regionie Centralnym, w departamencie Loiret.
Według danych na rok 1990 gminę zamieszkiwało 798 osób, a gęstość zaludnienia wynosiła 32 osoby/km² (wśród 1842 gmin Regionu Centralnego Neuvy-en-Sullias plasuje się na 492. miejscu pod względem liczby ludności, natomiast pod względem powierzchni na miejscu 497.).